# Karl Kraushaar (Chemiker)
Karl Hermann Ernst Kraushaar, auch Carl Hartmann Ernst Kraushaar (* 9. April 1845 in Kassel; † 4. August 1920) war ein deutscher Chemiker und Wirtschaftsführer.

## Leben

### Familie
Carl Hartmann Ernst Kraushaar wurde 1845 geboren als Sohn des Pfarrers und Konsistorialrates Karl Gottfried Kraushaar (* 7. Februar 1804 in Hersfeld; † 14. April 1880 in Niederaula) und der Elise Henriette Philippine Kraushaar, geborene Schwarzenberg (* 18. Januar 1816 in Rinteln; † 25. Juli 1857 in Niederaula). Sein jüngerer Bruder war der spätere deutsche Konsul in Chile Richard Kraushaar (* 16. September 1846 in Kassel; † 13. Dezember 1917 in Santiago de Chile).

### Werdegang
Nach seinem Schulbesuch studierte Kraushaar Chemie an der Polytechnischen Schule in Kassel bei Rudolf Schmitt und promovierte in Rostock an der philosophischen Fakultät der dortigen Universität zum Thema Über Einwirkung von Schwefelwasserstoffgas auf Diazosalicylsäure und das bei der Explosion der Diazosalicylsäure auftretende Zersetzungsprodukt.
In der Gründerzeit des Deutschen Kaiserreichs ging Kraushaar nach Hannover und Linden, wo er 1881 für die Unternehmungen des Industriellen Georg Egestorff tätig wurde, um deren wirtschaftlichen Erfolg er sich sehr verdient gemacht hatte, zuletzt als Generaldirektor der Aktien-Gesellschaft Georg Egestorffs Salzwerke und Chemische Fabriken. Schon im letzten Jahrzehnt des 19. Jahrhunderts übernahm Kraushaar zudem eine führende Stellung in der Selbstverwaltung der Unfall- und Invalidenversicherung seiner Branche, war in der Berufsgenossenschaft der Chemischen Industrie von 1890 bis 1892 erst Ersatzmann und ab 1902 auch ordentliches Mitglied im Vorstand der Genossenschaft, seit 1885 außerdem Mitglied im Sektionsvorstand.
Spätestens ab dem Jahr 1900 zeichnete „Dr. C. Kraushaar“ mit seiner Unterschrift für den Vorläufer des Industrie-Clubs Hannover, den Fabrikanten-Verein für Hannover, Linden und Umgebung, wie ein Schreiben an das Lindener Wartehaus Elisabeth-Haus vom 14. Juli des Jahres belegt. Kraushaar, Vorsitzender des Industrie-Clubs, war zeitweilig zugleich Vizepräsident der damaligen Handelskammer Hannover – beide Institutionen hatten spätestens ab 1902 auch den gemeinsamen Geschäftssitz im Palais Simon am Clevertor.
Spätestens zwischen 1908 und 1910 wurde Kraushaar, ähnlich wie den Bankiers Hermann Spiegelberg, Georg Spiegelberg und Paul Klaproth sowie dem Unternehmer Gerhard Hoyermann, der Titel des Kommerzienrates verliehen.
Karl Kraushaar starb zu Beginn der Weimarer Republik nach kurzem Leiden am 4. August 1920.

## Schriften
- Carl Hartmann Ernst Kraushaar: Über Einwirkung von Schwefelwasserstoffgas auf Diazosalicylsäure und das bei der Explosion der Diazosalicylsäure auftretende Zersetzungsproduct, von der philosophischen Fakultät der Universität Rostock genehmigte Promotionsschrift, Kassel: Druck von Carl Landsiedel, 1868; Digitalisat der Bayerischen Staatsbibliothek